# Nada trio (album)
Nada trio è l'eponimo album in studio di debutto del supergruppo italiano Nada trio, composto da Nada Malanima, Ferruccio Spinetti e Fausto Mesolella. Il disco è stato pubblicato nel 1998.

## Tracce
1. Il cuore è uno zingaro
2. Come faceva freddo
3. La fisarmonica di Stradella
4. Maremma
5. Les bicyclettes de Belsize
6. Amore disperato
7. Luna rossa
8. Ma che freddo fa
9. Abbassando
10. Nati alberi
11. La porti un bacione a Firenze
12. Ti stringerò
13. Venezia-Istanbul